# بخش یونین (شهرستان هایلند، اوهایو)
بخش یونین (به انگلیسی: Union Township) یک منطقهٔ مسکونی در ایالات متحده آمریکا است که در شهرستان هایلند، اوهایو واقع شده‌است.
 بخش یونین ۷۷٫۹۵ کیلومتر مربع مساحت و ۲٬۰۶۵ نفر جمعیت دارد و ۳۲۱ متر بالاتر از سطح دریا واقع شده‌است.